# Павло Мурашко
Павел Мурашко (*22 жовтня 1939 Прага) — колишній чехословацький політик від Громадянського форуму з чеських земель, українець за походженням, дисидент за часів нормалізації та підписант Хартії 77, після Оксамитової революції член Палати націй Федеральних зборів. Після скандалу навколо його співпраці з Держбезпекою пішов з політики.

## Життєпис
Народився в Празі в сім'ї батьків українського походження. У середині сімдесятих років сидів у Мирові за контрабанду української опозиційної літератури. Тут він налагодив контакти з чеськими дисидентами та став підписантом Хартії 77 у 1977 році.
Після «оксамитової революції» приєднався до «Громадянського форуму». За спогадами Петра Пітхарта, «він дуже ініціативно претендував на керівництво секції нацменшин і наробив неприємностей. Він вимагав кімнати, яких у нас не було в Шпалічеку. Він погрожував, що якщо ми не зробимо те чи те, то приведе тисячі протестуючих „меншин“ під наші вікна». У професійному плані станом на 1990 рік він значиться як член Координаційного центру Громадянського форуму в Празі.
У січні 1990 року, в рамках процесу кооптації Федеральних зборів після Оксамитової революції, він засідав у чеській частині Палати націй (виборчий округ № 6 — Прага 6) як безпартійний член парламенту, або як член Громадського форуму. Він залишався у федеральному парламенті до виборів 1990 року.
Держбезпека зареєструвала його як колабораціоніста (під псевдо ФІЛІП). У 1980 році підписав угоду про співпрацю з КДБ (за власним бажанням, оскільки він відмовився співпрацювати з СБ, СБ тоді сфальсифікувало обов'язковий акт з КДБ). На основі його інформації СБ вдалося розкрити кур'єрський маршрут контрабанди публікацій для чехословацького дисидента (вантажівка, яку прислав з Лондона Ян Каван) і заарештувати понад тридцять осіб. СБ платив йому регулярну плату за цю діяльність. Про його співпрацю зі СБ громадськість дізналася лише після «оксамитової революції». Мусив залишити Громадський форум і політику. Коли Петро Пітхарт дізнався про його минуле, він попросив його залишити Громадський форум. «Він запитав: „Чому?“ і я йому: „Краще не питай, ти добре це знаєш“. Через п'ять хвилин він пішов, і я більше його не бачив». Мурашко захищається тим, що він був політичним в'язнем і що СБ чинило на нього тиск.
Історик Ян Млинарик, який також був депутатом Федеральних зборів на початку 1990-х років і брав участь у виключенні Мурашка з парламенту через його справу, але пізніше, незадовго до його смерті (він помер у 2012 році), на основі дослідження історичних матеріалів дійшов висновку, що звинувачення проти Мурашка було несправедливим. Так описує це у своїх посмертних мемуарах знайомий Млинаріка Ян Махонін. Млинарик мав навіть закликати Петра Пітгарта надіслати емісарів до Мурашка, який відтоді переїхав кудись у східну Словаччину, щоб вибачитися за вчинену несправедливість.

### Зовнішні посилання
- Павло Мурашко у парламенті